# Municipio de Cherry Grove (Pensilvania)
El municipio de Cherry Grove (en inglés: Cherry Grove Township) es un municipio ubicado en el condado de Warren en el estado estadounidense de Pensilvania. En el año 2000 tenía una población de 228 habitantes y una densidad poblacional de 2 personas por km².

## Geografía
El municipio de Cherry Grove se encuentra ubicado en las coordenadas 41°40′00″N 79°07′59″O / 41.66667, -79.13306.

## Demografía
Según la Oficina del Censo en 2000 los ingresos medios por hogar en la localidad eran de $35,625 y los ingresos medios por familia eran $40,313. Los hombres tenían unos ingresos medios de $35,625 frente a los $18,125 para las mujeres. La renta per cápita para la localidad era de $15,628. Alrededor del 5,8% de la población estaban por debajo del umbral de pobreza.